# Асадулла-хан Асад Бахадур
Асадулла-хан Асад Бахадур (перс. اسدالله خان اسد بهادر‎; 1876—1939) — иранский дипломат, посол Ирана в России в 1918—1921 годах. Также известный как Емини-Хаган.

## Биография
Мирза Асадулла-хан сын Мирза Мухаммед Али-хан Кашани родился 12 июня 1876 года в Кашане. Он принадлежал к известному и очень влиятельному кашанскому клану Гаффари. Его отец Мирза Мухаммед Али-хан Икбал ул-вузара был официальным представителем персидского правительства, первым секретарём, а затем генеральным консулом во всем Кавказском регионе.
Асадулла-хан Асад Бахадур после учёбы в Петербургском университете работал в министерстве иностранных дел.
В декабре 1917 года Иран официально признал советское правительство, а пришедшее 16 января 1918 года к власти в Иране новое правительство Мостоуфи оль-Мамалека поспешило официально подтвердить это решение своего предшественника — кабинета Эйн од-Довле. В Смольном также предпринимались меры, направленные на развитие советско-иранских контактов. 1 января 1918 года иранский посланник в Петрограде Асад-хан был приглашён в НКИД, и уполномоченный наркома Поливанов вручил ему ноту, в которой до сведения иранского правительства было доведено содержание 9-й и 10-й статей соглашения о перемирии, заключённого в Брест-Литовске 15 декабря 1917 года, в которых содержались обязательства сторон вывести свои войска из Ирана. Поливанов просил Асад-хана немедленно сообщить в Тегеран, что советское правительство «выражает своё согласие на немедленное открытие переговоров с Персией о выводе своих войск с персидской территории, при условии соблюдения статьи Договора правительством Турции, и ждёт от Персидского правительства принятия соответствующих в этом направлении мер».
5 января 1918 года Асад-хан был вновь приглашён в НКИД, где ему была вручена программа вывода российских войск из Ирана. Это был, в сущности, ответ на сообщение Асад-хана, что иранское правительство уполномочило его «вступить в переговоры о выводе войск из пределов Персии с подлежащей и уполномоченной на такие переговоры Российской властью, и что… одновременно преподаны тождественные инструкции персидскому послу в Константинополе на предмет вступления в переговоры о выводе с персидской территории всех турецких войск Турецким правительством».
В ответ на эту информацию иранское правительство выразило Совету Народных Комиссаров РСФСР своё полное удовлетворение и уполномочило Асад-хана «принести правительству Российской республики от имени персидского на рода в лице его правительства признательность за акт справедливости, проявленный в Персии, так же, как за принятое Советом Народных Комиссаров решение вывести войска из пределов Персии». Правительство Ирана приняло к сведению ноту НКИД от 27 января 1918 года, в которой англорусское соглашение 1907 года вновь объявлялось «раз и навсегда расторгнутым, как направленное против свободы и независимости персидского народа». Подписавший ноту народный комиссар иностранных дел Л.Троцкий выражал желание рассеять «существующие среди персидского народа сомнения относительно дальнейшей судьбы англорусского соглашения 1907 года», заверял правительство Ирана в решимости советского правительства пресечь притеснения, которые чинят иранскому населению «против нашей воли» несознательные солдаты, действующие по злой воле контрреволюционных элементов командного состава.
В заключение Л.Троцкий подчёркивал, что новое правительство России «считает для себя допустимыми только такие отношения с Персией, которые основаны на свободном соглашении
и на взаимном уважении народов». В ответ на эту ноту Асад-хан выразил «полную готовность» своего правительства «вступить в переговоры для заключения новых договоров, консульских конвенций и иных актов, на принципах свободного соглашения и взаимного уважения народов». В НКИД Асад-хану сообщили, что бывший царский посланник в Тегеране фон Эттер смещён с должности и что советским дипломатическим агентом в Иране назначен бывший вице-консул в Хое Н. З. Бравин, один из немногих царских дипломатов, перешедших на службу к советской власти.
Асад-хан заверил НКИД, что эти сведения он незамедлительно сообщит своему правительству. Вскоре Н. З. Бравин прибыл в Тегеран, где развернул активную деятельность. Он установил контакты с представителями различных слоёв и кругов тегеранского общества, охотно выступал на многочисленных митингах и собраниях, благодаря чему широко и в выгодном свете знакомил иранскую общественность с внутренним положением России и её новой внешней политикой.
В 1921 году Асадулла-хан Асад Бахадур переехал в Александрию.
1934—1939 гг. — Чрезвычайный и полномочный посол Ирана в Швеции.